# Jules Paul Benjamin Delessert
Jules Paul Benjamin Delessert (Lyon, 14 de fevereiro de 1733 — Paris, 1 de março de 1847) foi um banqueiro e naturalista francês.